# Procesmetafysik
Procesmetafysik eller procesfilosofi anser den metafysiske virkelighed for at være forandring og udvikling. Procesmetafysik står i modsætning til substansmetafysik, der har været den dominerende tankegang i vestens filosofi. Procesmetafysik benævnes også som ontology of becoming, processism, eller philosophy of organism.
Siden Parmenides, Platon og Aristoteles, har størstedelen af filosofien anset virkeligheden som "tidsløs", som bestående af permanente substanser, mens processer er underordnede fænomener. Hvis en ting ændrer sig, er den (dens substans) stadig den samme, og det nye er accidentielt. Maler vi en stol, er det stadig den samme stol , men med en ny farve. Derfor afviser klassisk ontologi at tildele forandringer fuld realitet. Den klassiske ontologi muliggjorde viden og erkendelsesteori, og man mente at det var umulig at skabe en videnskab om forandringer.
I modsætning til den klassiske model for forandring anser procesmetafysik forandring for at være værens grundtræk. 

## I antikken
Heraklit er som arketypen på en procesmetafysiker og har inspireret alle efterfølgende. Han erklærede at altings grundlæggende natur er forandring.
Citatet fra Heraklit findes to gange i Platons dialog Kratylos. På 401d som:
τὰ ὄντα ἰέναι τε πάντα καὶ μένειν οὐδέν
Ta onta ienai te panta kai menein ouden
"Alt bevæger sig og intet står stille"
og på 402a
"πάντα χωρεῖ καὶ οὐδὲν μένει" καὶ "δὶς ἐς τὸν αὐτὸν ποταμὸν οὐκ ἂν ἐμβαίης"
Panta chōrei kai ouden menei kai dis es ton auton potamon ouk an embaies

"Alt bevæger sig og intet står stille ... man kan ikke bade to gange i den samme flod"
Heraklit mente at ild var det mest basale element.
"All things are an interchange for fire, and fire for all things, just like goods for gold and gold for goods."
Procesfilosoffen Nicholas Rescher oversætter således Heraklit til moderne begreber:
"...reality is not a constellation of things at all, but one of processes.  The fundamental "stuff" of the world is not material substance, but volatile flux, namely "fire", and all things are versions thereof (puros tropai).  Process is fundamental: the river is not an object, but a continuing flow; the sun is not a thing, but an enduring fire.  Everything is a matter of process, of activity, of change (panta rhei)."

## Fra antikken til nutiden
Skønt substansideen har domineret vestlig tænkning har der været procestænkere op gennem historien. Plotin anser værens dynamik for at være en emanation af det guddommelige, og tanken blev taget op af den nyplatoniske renæssancefilosof Francesco Patrizzi (1529–1597), der udvidede den med mereologiske beskrivelser af processer, med det formål at udvikle en "lysmetafysik". Leibniz' filosofi kan anses for at være en procesfilosofi, idet at verdens basale byggesten iflg. ham er monader, der er ordnede sekvenser af tilstande. Monaderne er ikke statiske, idet det har en inhærent "aktiv kraft", der forårsager overgangene mellem forskellige tilstande. Procestanken er central for den tyske idealisme, hvor filosofferne Fichte, Schelling og Hegel alle reagerede mod Kants begreb om det transcendentale jeg, som de i modsætning til Kant opfattede som dynamisk. Siden den tyske idealisme er procestanken blevet mere normal, og man kan i nyere tid nævne tænkere som Nietzsche, Henri Bergson, Charles Peirce og Heidegger. 
Især Alfred North Whitehead har leveret en sammenhængende og detaljeret teori med værket Process and Reality.

## Nutidig filosofi
I nutidig filosofi kan nævnes filosoffer Robert M. Pirsig, Charles Hartshorne, Arran Gare, Nicholas Rescher og Gilles Deleuze. 

### Fysik
I fysikken skelner Ilya Prigogine  mellem "physics of being" (værensfysik) and the "physics of becoming" (vordensfysik).

## Eksterne kilder
- Opslagsordet Process Philosophy fra Stanford Encyclopedia of Philosophy af Nicholas Rescher
- Literaturliste Arkiveret 11. oktober 2013 hos  Wayback Machine: Tysk literaturliste
- Whitehead Research Project
- Chromatika website
- Process and Reality. Part V. Final Interpretation
- Wolfgang Sohst: Prozessontologie. Ein systematischer Entwurf der Entstehung von Existenz Arkiveret 27. august 2010 hos  Wayback Machine. (Berlin 2009)
- Critique of a Metaphysics of Process. (Antwerp 2012)
- Skabelon:IEP
- Opslagsordet Nicholas Rescher fra Stanford Encyclopedia of Philosophy (Arkiv)
- Opslagsordet Process Philosophy fra Stanford Encyclopedia of Philosophy af Johanna Seibt
- Center for Process Studies at Claremont
- Concrescence Arkiveret 14. oktober 2013 hos  Wayback Machine, The Australasian Journal of Process Thought (online artikelsamling)